# 名古屋市芸術創造センター
名古屋市芸術創造センター（なごやしげいじゅつそうぞうセンター、スポンサー名義でアマノ芸術創造センター名古屋）は、愛知県名古屋市東区にある劇場・コンサートホールである。

## 概要
1983年（昭和58年）11月3日に開館した名古屋市の文化施設で、管理・運営は公益財団法人名古屋市文化振興事業団が行っている。名古屋法務局の移転後の跡地を再開発することにより建設された。
建物は名城大学建築学科の教員であった安藤洋、田賀幸子およびゼミ学生で編成されたチームが、研究活動の一環として名古屋市の実施した公開設計協議に応募したものが入選し、それを元に建築された。外観は六角形を基調とした形状で、構造は鉄骨鉄筋コンクリート構造の地上6階、地下2階建て、客席数640席のホールのほかに、リハーサル室、練習室2室、大会議室、中会議室、小会議2室、資料室を備えており、1984年（昭和59年）度名古屋市都市景観賞を受賞している。
また、こけら落し記念として榊原喜三が帰山栄治に委嘱し『ソロマンドリンとマンドリンオーケストラの為の「協奏詩曲」』が作曲されている。

## 建築概要
- 設計：安藤洋、田賀幸子、GRUPPE・KEN[5]
- 施工：淺沼組[5]
- 構造：鉄骨鉄筋コンクリート構造[5]
- 階数：地上6階、地下2階[5]
- 敷地面積：2,100m2[5]
- 建築面積：1,772m2[5]
- 延床面積：5,976m2[5]

## アクセス
- 名古屋市営地下鉄東山線「新栄町駅」下車、徒歩で約3分。
- 名古屋市営バス「布池」停留所下車。